# Nur ad-Din Badawi
Nur ad-Din Badawi (arab. ‏نور الدين بدوي‎, Nūr ad-Dīn Badawī; fr. Nour-Eddine Bedoui; ur. 22 grudnia 1959 w Algierze) – algierski polityk, premier Algierii od 12 marca do 19 grudnia 2019.
Minister oświaty i edukacji zawodowej od 11 września 2013 do 13 marca 2014 i ponownie od 29 kwietnia 2014 do 14 maja 2015, minister spraw wewnętrznych i samorządów lokalnych od 14 maja 2015 do 12 marca 2019.